# Pala di Bosco ai Frati
La Pala di Bosco ai Frati è un dipinto di Beato Angelico, tempera su tavola (174x174 cm), databile al 1450-1452 circa e conservato nel Museo nazionale di San Marco a Firenze.

## Storia
Il convento del Bosco ai Frati, dei Francescani Osservanti, grazie alla vicinanza con la villa di Cafaggiolo venne patronato da Cosimo de' Medici fin dal 1420, prima del suo esilio (1433), e la sua ricostruzione fu una delle prime opere di Michelozzo per il ricco banchiere fiorentino.
La pala per l'altare maggiore venne dipinta dall'Angelico solo dopo il suo rientro da Roma, dal 1450. A riprova del fatto c'è nella predella la raffigurazione di san Bernardino, canonizzato solo in quell'anno.

## Descrizione
La pala è una Sacra conversazione, con al centro la Madonna col Bambino tra due angeli, seduta su un ampio seggio coperto da un drappo dorato e un cuscino. La sua figura è evidenziata dalla maestosa nicchia con il drappo dorato (un richiamo al tradizionale fondo oro), che prosegue ai lati in una parete con semicolonne e nicchiette con semicupoletta a conchiglia, in un delicato effetto di policromia. Oltre la trabeazione, come tipico nella pittura dell'epoca, sporgono alcuni alberi (tra cui le palme, preannuncio del martirio di Gesù), sullo sfondo del cielo che oggi è piuttosto imbrunito, ma in origine doveva essere ben più terso. Questo sfondo architettonico si ritrova, con varianti, in numerose altre opere a partire dalla Pala di San Marco (1438-1443), la Pala di Annalena (datazione incerta, anni 1430 o 1443-1445) o la Madonna delle Ombre (anni 1440 o posto 1450). La policromia dell'architettura ricorda però gli affreschi vaticani della Cappella Niccolina, come San Lorenzo davanti a Valeriano, mentre le proporzioni delle nicchiette sono simili a quelle dell'affresco del Martirio di san Lorenzo.
I due angeli ricordano da vicino per tipologia e per gli abiti quelli della volta della cappella di San Brizio nel Duomo di Orvieto, affrescata dall'Angelico e bottega nel 1437.
I sei santi sono, da sinistra, sant'Antonio da Padova (nome inciso nell'aureola), san Ludovico di Tolosa, san Francesco, i santi Cosma e Damiano e san Pietro Martire: i primi tre sono legati all'ordine Francescano, i santi Cosma e Damiano erano protettori dei Medici e in particolare di Cosimo il Vecchio, l'ultimo era un santo domenicano, l'Ordine a cui apparteneva anche l'Angelico, e testimonia l'amicizia tra i due ordini mendicanti.

## Predella
Alla pala è abbinata una predella, in genere riferita come autografa dell'Angelico, con una Pietà al centro e sei figure a mezzobusto di Santi entro nicchie. Le ultime due nicchie alle estremità sono tagliate di circa dodici centimetri, in corrispondenza di dove dovevano trovarsi i pilastrini laterali della cornice. È conservata nel museo assieme alla pala.
Non è sicuro al cento per cento che questa predella fosse quella abbinata anticamente alla pala. Mancano documenti certi ed alcuni storici hanno anche ipotizzato che la predella originaria fosse costituita dai pannelli sparsi con Storie di san Francesco (Lindenau Museum di Altenburg, Pinacoteca Vaticana e Staatliche Museen di Berlino). Questa seconda ipotesi tuttavia viene oggi in genere scartata, per le incongruenze stilistiche e dimensionali. Piuttosto questi ultimi potrebbero essere stati dipinti per la perduta pala in Santa Croce, citata dal Vasari, di cui si sono perse le tracce in epoca imprecisata. Parronchi è arrivato anche a ipotizzare uno scambio tra la predella della Pala di Annalena, con Storie dei santi Cosma e Damiano e la presente, ma non esistono prove al riguardo.
Predella della Pala di Bosco ai Frati